# Ultima I
Ultima, znana również jako Ultima I lub Ultima I: The First Age of Darkness – pierwsza gra w serii komputerowych gier fabularnych Ultima. Po raz pierwszy została wydana w Stanach Zjednoczonych, 2 września 1980 r., przez firmę California Pacific Computer Co.
Pierwotnie gra miała nazywać się Ultimatum, ale nazwa była już zastrzeżona przez firmę, zajmującą się grami planszowymi, więc Richard Garriott przystał na nazwę Ultima. Pierwsza wersja gry została zaprogramowana w BASIC-u, a także częściowo w asemblerze i wydana na komputer Apple II. Dwa lata później firma Sierra On-Line opublikowała port gry na 8-bitowe komputery Atari.
Główne zadanie w Ultimie dotyczyło znalezienia i unicestwienia 'klejnotu nieśmiertelności', przy pomocy którego zły czarnoksiężnik Mondain siał terror w krainie Sosaria. Władając klejnotem, nie mógł zostać zabity, a jego słudzy siali popłoch w Sosarii.
Elementem, który wyróżnia tę część serii spośród pozostałych, są sekwencje zręcznościowe towarzyszące walkom odbywającym się podczas lotów kosmicznych w grze.
Ultima jest jedną z pierwszych komercyjnych gier cRPG i pierwszą grą komercyjną, w której pole gry, po którym porusza się bohater, podzielone jest na kwadraty. System graficzny został zaprogramowany w języku maszynowym przez Kennetha Arnolda – przyjaciela Richarda Garriotta. Przy tworzeniu gry wykorzystano część kodu z Akalabeth, pierwszej opublikowanej gry Garriotta.
Ultima została wydana ponownie 23 grudnia 1986 r. przez firmę Origin Systems pod nazwą Ultima I: The First Age of Darkness; zaprogramowana od nowa w assemblerze. Poprawiono w niej grafikę i przyspieszono tempo rozgrywki.